# Iloczyn skalarny
Iloczyn skalarny – pewna forma dwuliniowa na danej przestrzeni liniowej, tj. dwuargumentowa funkcja o szczególnych własnościach przyporządkowująca dwóm wektorom danej przestrzeni liniowej wartość skalarną. Czasami spotyka się również nazwę iloczyn wewnętrzny, który zwykle odnosi się jednak do ogólnych iloczynów skalarnych wprowadzanych w abstrakcyjnych przestrzeniach liniowych nazywanych wtedy przestrzeniami unitarnymi; przestrzenie afiniczne z wyróżnionym iloczynem skalarnym nazywa się przestrzeniami euklidesowymi.
Zasadniczym celem wprowadzania iloczynu skalarnego w danej przestrzeni liniowej jest wprowadzenie na niej geometrii euklidesowej, w szczególności kąta między dwoma wektorami, co umożliwia mówienie o ich prostopadłości (nazywanej w tym kontekście ich ortogonalnością, która jest nieznacznym uogólnieniem) oraz obrotu. Iloczyn skalarny stanowi więc pomost między geometrią syntetyczną a geometrią analityczną. Ponieważ trójwymiarowa przestrzeń euklidesowa jest dobrym przybliżeniem świata rzeczywistego w skali makroskopowej, to iloczyn skalarny w niej określony znajduje zastosowanie w fizyce klasycznej, np. mechanice klasycznej (branie rzutów wektora siły wypadkowej jest tego przykładem); z kolei w mechanice kwantowej rozpatruje się (nieskończeniewymiarowe) przestrzenie Hilberta, czyli przestrzenie liniowe (nieskończonego wymiaru) z iloczynem skalarnym i dodatkową strukturą topologiczną (zob. Uogólnienia). Przykładowo praca mechaniczna {\displaystyle W} to wielkość fizyczna wyrażająca się jako iloczyn skalarny siły {\displaystyle \mathbf {F} } oraz przemieszczenia {\displaystyle \mathbf {r} .}
W artykule opisano iloczyn skalarny określony na rzeczywistych przestrzeniach współrzędnych {\displaystyle \mathbb {R} ^{n}} oraz {\displaystyle \mathrm {Mat} _{n\times 1}(\mathbb {R} )} wymiaru {\displaystyle n,} wraz z ortonormalną bazą standardową, nazywany też zwykłym, standardowym (w przestrzeniach afinicznych nazywa się go także euklidesowym); niżej określenia te będą pomijane (użyto notacji ustalonej w artykule o przestrzeniach współrzędnych). Uogólnienia opisano w oddzielnej sekcji.

## Definicja i własności
Standardowy iloczyn skalarny definiuje się wzorem
{\displaystyle \mathbf {a} \cdot \mathbf {b} =a_{1}b_{1}+a_{2}b_{2}+\ldots +a_{n}b_{n}.}
W zapisie macierzowym (przy użyciu mnożenia macierzy) ma on postać
{\displaystyle \mathbf {A} \cdot \mathbf {B} =\mathbf {A} ^{\mathrm {T} }\mathbf {B} ,}
gdzie {\displaystyle \mathbf {A} ^{\mathrm {T} }} oznacza transpozycję macierzy {\displaystyle \mathbf {A} .} Wzór ten jest użyteczny także w ogólnym przypadku, lecz w przypadku przestrzeni liniowych wzór ten opisuje formę dwuliniową, tj. funkcję {\displaystyle \mathbb {R} ^{n}\times \mathbb {R} ^{n}\to \mathbb {R} ,} mającą szereg własności, które służą często jako abstrakcyjna, tzn. niezależna od współrzędnych, definicja iloczynu skalarnego (zob. przestrzeń unitarna). Wśród najważniejszych można wymienić:
- przemienność (symetryczność),
{\displaystyle \mathbf {a} \cdot \mathbf {b} =\mathbf {b} \cdot \mathbf {a} ,}
- rozdzielność względem dodawania wektorów (dwuaddytywność),
{\displaystyle \mathbf {a} \cdot (\mathbf {b} +\mathbf {c} )=\mathbf {a} \cdot \mathbf {b} +\mathbf {a} \cdot \mathbf {c} ,}
{\displaystyle (\mathbf {a} +\mathbf {b} )\cdot \mathbf {c} =\mathbf {a} \cdot \mathbf {c} +\mathbf {b} \cdot \mathbf {c} ,}
- zgodność z mnożeniem przez skalar (dwujednorodność)[d],
{\displaystyle (r\mathbf {a} )\cdot \mathbf {b} =\mathbf {a} \cdot (r\mathbf {b} )=r(\mathbf {a} \cdot \mathbf {b} ),}
- niezdegenerowanie,
z warunku {\displaystyle \mathbf {a} \cdot \mathbf {b} =0} dla wszystkich {\displaystyle \mathbf {b} }, wynika {\displaystyle \mathbf {a} =\mathbf {0} ,}
- dodatnia określoność
{\displaystyle \mathbf {a} \cdot \mathbf {a} >0} dla {\displaystyle \mathbf {a} \neq \mathbf {0} .}
bo {\displaystyle a_{1}^{2}+\ldots +a_{n}^{2}>0,} o ile {\displaystyle a_{i}\neq 0} dla pewnego i, co wynika z własności liczb rzeczywistych {\displaystyle \mathbb {R} } (kwadrat liczby niezerowej jest dodatni, suma liczb dodatnich jest dodatnia)

Jeśli {\displaystyle \mathbf {a} \cdot \mathbf {b} =0,} to wektory {\displaystyle \mathbf {a} } oraz {\displaystyle \mathbf {b} } nazywa się ortogonalnymi. Wprost z definicji wynika, że jeśli choć jeden czynnik jest wektorem zerowym, to iloczyn skalarny również jest zerowy; może się jednak zdarzyć, iż {\displaystyle \mathbf {a} \cdot \mathbf {b} =0,} choć {\displaystyle \mathbf {a} \neq \mathbf {0} } oraz {\displaystyle \mathbf {b} \neq \mathbf {0} } (zob. Przykłady); mówi się wtedy czasem o prostopadłości tych wektorów. Wektory zerowe są więc jedynym elementem odróżniającym ortogonalność od prostopadłości (geometrycznie wektor zerowy odpowiada punktowi, można więc uważać, że dowolny punkt jest prostopadły do wektora, odcinka czy prostej); w oznaczeniach nie odróżnia się zwykle jednego pojęcia od drugiego, oznaczając oba symbolem {\displaystyle \mathbf {a} \perp \mathbf {b} .}
Wynika stąd, że iloczyn skalarny, w przeciwieństwie do mnożenia liczb, nie ma własności skracania (tj. z równości {\displaystyle xy=xz} nie wynika {\displaystyle y=z,} o ile tylko {\displaystyle x\neq 0}). Otóż jeśli {\displaystyle \mathbf {a} \cdot \mathbf {b} =\mathbf {a} \cdot \mathbf {c} ,} to z prawa rozdzielności zachodzi {\displaystyle \mathbf {a} \cdot (\mathbf {b} -\mathbf {c} )=0,} co jest możliwe wtedy, gdy są ortogonalne (tj. jeden z tych wektorów jest zerowy: {\displaystyle \mathbf {a} =\mathbf {0} } lub {\displaystyle \mathbf {b} =\mathbf {c} } bądź są one prostopadłe, tzn. {\displaystyle \mathbf {a} \perp (\mathbf {b} -\mathbf {c} )}).

## Przykłady
Iloczyn skalarny dwóch trójwymiarowych wektorów {\displaystyle ({\color {RoyalPurple}1},{\color {RoyalPurple}3},{\color {RoyalPurple}-5})} oraz {\displaystyle ({\color {Maroon}4},{\color {Maroon}-3},{\color {Maroon}-1})} wynosi
{\displaystyle ({\color {RoyalPurple}1},{\color {RoyalPurple}3},{\color {RoyalPurple}-5})\cdot ({\color {Maroon}4},{\color {Maroon}-3},{\color {Maroon}-1})={\color {RoyalPurple}1}\cdot {\color {Maroon}4}+{\color {RoyalPurple}3}\cdot ({\color {Maroon}-3})+({\color {RoyalPurple}-5})\cdot ({\color {Maroon}-1})=0,}
choć żaden z tych wektorów nie jest zerowy – oznacza to, że wektory te są ortogonalne (prostopadłe).
W jednowymiarowej przestrzeni {\displaystyle \mathbb {R} } iloczyn skalarny dany jest jako zwykłe mnożenie. Innym przykładem iloczynu skalarnego jest tzw. iloczyn wewnętrzny Frobeniusa, który jest iloczynem skalarnym na przestrzeni macierzy ustalonego typu danym „po współrzędnych”, tj. jako suma iloczynów odpowiadających sobie elementów tych macierzy (macierze dwuwymiarowe są więc traktowane jak „długie” wektory jednowymiarowe).

## Interpretacja geometryczna

A•cos(θ) jest rzutem A na B

Iloczyn skalarny umożliwia wprowadzenie „długości” wektora, tj. jego modułu lub normy, mianowicie
{\displaystyle |\mathbf {a} |={\sqrt {\mathbf {a} \cdot \mathbf {a} }}={\sqrt {a_{1}^{2}+\ldots +a_{n}^{2}}},}
przy czym wielkość ta jest poprawnie zdefiniowana, gdyż wyrażenie podpierwiastkowe jest nieujemne; jest to standardowa długość wektora dana z kilkukrotnego zastosowania twierdzenia Pitagorasa.
Ponieważ długość wektora jest niezależna od wprowadzonego układu współrzędnych oraz z własności iloczynu skalarnego wynika
{\displaystyle (\mathbf {a} -\mathbf {b} )\cdot (\mathbf {a} -\mathbf {b} )=\mathbf {a} \cdot \mathbf {a} +\mathbf {b} \cdot \mathbf {b} -2\mathbf {a} \cdot \mathbf {b} ,}
czyli
{\displaystyle |\mathbf {a} -\mathbf {b} |^{2}=|\mathbf {a} |^{2}+|\mathbf {b} |^{2}-2\mathbf {a} \cdot \mathbf {b} ,}
więc
{\displaystyle \mathbf {a} \cdot \mathbf {b} =(|\mathbf {a} |^{2}+|\mathbf {b} |^{2}-|\mathbf {a} -\mathbf {b} |^{2}):2}
i dlatego iloczyn skalarny jest również niezależny od układu współrzędnych. Weźmy pod uwagę płaszczyznę wyznaczoną przez wektory {\displaystyle \mathbf {a} ,\mathbf {b} .} Jeśli za osie układu współrzędnych w tej płaszczyźnie przyjmiemy oś zawierającą wektor {\displaystyle \mathbf {b} } i z nim zgodną oraz oś prostopadłą do tego wektora, to
{\displaystyle \mathbf {a} =(|\mathbf {a} |\cos \theta ,|\mathbf {a} |\sin \theta ),} {\displaystyle \mathbf {b} =(|\mathbf {b} |,0).}
Wtedy {\displaystyle \mathbf {a} \cdot \mathbf {b} =|\mathbf {a} |\ |\mathbf {b} |\cos \theta } i dlatego kąt {\displaystyle \theta } między wektorami {\displaystyle \mathbf {a} } oraz {\displaystyle \mathbf {b} } dany jest wzorem
{\displaystyle \theta =\arccos \;{\frac {\mathbf {a} \cdot \mathbf {b} }{|\mathbf {a} |\ |\mathbf {b} |}},}
gdzie {\displaystyle \arccos } oznacza funkcję arcus cosinus (odwrotną do funkcji cosinus). Można też rozumować następująco. Jeśli wektory {\displaystyle \mathbf {a} ,\mathbf {b} } leżą względem siebie pod kątem {\displaystyle \theta ,} a wektor {\displaystyle \mathbf {c} } jest dany jako {\displaystyle \mathbf {c} =\mathbf {a} -\mathbf {b} ,} dzięki czemu wektory te tworzą trójkąt, to zgodnie z twierdzeniem cosinusów dla tego trójkąta zachodzi
{\displaystyle |\mathbf {c} |^{2}=|\mathbf {a} |^{2}+|\mathbf {b} |^{2}-2|\mathbf {a} |\ |\mathbf {b} |\cos \theta ,}
a ponieważ kwadrat modułu jest równy iloczynowi skalarnemu wektora przez siebie, to
{\displaystyle \mathbf {c} \cdot \mathbf {c} =\mathbf {a} \cdot \mathbf {a} +\mathbf {b} \cdot \mathbf {b} -2|\mathbf {a} |\ |\mathbf {b} |\cos \theta ,}
skoro jednak {\displaystyle \mathbf {c} =\mathbf {a} -\mathbf {b} ,} to także
{\displaystyle \mathbf {c} \cdot \mathbf {c} =(\mathbf {a} -\mathbf {b} )\cdot (\mathbf {a} -\mathbf {b} ),}
czyli
{\displaystyle \mathbf {c} \cdot \mathbf {c} =\mathbf {a} \cdot \mathbf {a} +\mathbf {b} \cdot \mathbf {b} -2(\mathbf {a} \cdot \mathbf {b} )}
na mocy prawa rozdzielności. Porównując pierwsze i trzecie równanie na {\displaystyle \mathbf {c} \cdot \mathbf {c} ,} otrzymuje się
{\displaystyle \mathbf {a} \cdot \mathbf {a} +\mathbf {b} \cdot \mathbf {b} -2(\mathbf {a} \cdot \mathbf {b} )=\mathbf {a} \cdot \mathbf {a} +\mathbf {b} \cdot \mathbf {b} -2|\mathbf {a} |\ |\mathbf {b} |\cos \theta ,}
co po redukcji wyrazów podobnych i skróceniu czynnika {\displaystyle (-2)} daje
{\displaystyle \mathbf {a} \cdot \mathbf {b} =|\mathbf {a} |\ |\mathbf {b} |\cos \theta .}
Wielkość {\displaystyle |\mathbf {a} |\cos \theta } jest równa długości (modułowi) rzutu wektora {\displaystyle \mathbf {a} } na wektor {\displaystyle \mathbf {b} ,} stąd powyższy wzór umożliwia geometryczną interpretację iloczynu skalarnego jako iloczynu długości tego rzutu przez długość {\displaystyle \mathbf {b} .} Z postaci tej można dużo łatwiej odczytać, iż (niezerowe) wektory prostopadłe, tj. takie, dla których {\displaystyle \theta } jest nieparzystą wielokrotnością {\displaystyle 90^{\circ },} mają iloczyn skalarny równy zeru.

## Uogólnienia

### Przestrzenie liniowe
Opisane własności geometryczne wynikają w dużej mierze z ustalenia bazy ortonormalnej, jaką jest baza standardowa. W gruncie rzeczy pojęcie prostopadłości ma sens geometryczny i przy podanej definicji wymaga bazy standardowej. Z kolei ortogonalność jest definiowana za pomocą iloczynu skalarnego i pokrywa się z prostopadłością w przypadku użycia bazy standardowej. Różnice między tymi pojęciami często rozmywa się, bo dowolna przestrzeń liniowa skończonego wymiaru ma tę samą strukturę, co przestrzeń współrzędnych o tej samej liczbie wymiarów (przestrzenie te są izomorficzne).
Innym zagadnieniem jest trudność definiowania pojęć geometrycznych (nawet w przypadku przestrzeni współrzędnych) w przypadku więcej niż trzech wymiarów – iloczyn skalarny jest wygodnym sposobem wprowadzenia zarówno długości (tj. normy), jak i kąta. Struktura unitarna (tj. obecność iloczynu skalarnego) czyni z przestrzeni liniowej przestrzeń unormowaną, która z kolei wprowadza w niej strukturę metryczną (pojęcie odległości). Stopniowe odrzucanie dodatkowych struktur umożliwiło wyabstrahowanie uogólnień pojęć długości i odległości w postaci normy i metryki.
Z interpretacji geometrycznej wynika, iż standardowy iloczyn skalarny jest niezmienniczy ze względu na izometrie: obroty, odbicia (w przypadku przestrzeni afinicznych: przekształcenia afiniczne zachowujące początek przestrzeni). Przekształcenia liniowe, które zachowują powyższe własności, a w ogólności: przekształcenia, które zachowują iloczyn skalarny, nazywa się przekształceniami unitarnymi lub ortogonalnymi, a macierze tych przekształceń – macierzami unitarnymi lub ortogonalnymi. Innymi słowy przekształcenia unitarne przeprowadzają bazy ortonormalne na bazy ortonormalne, tj. zachowują normy wektorów (są izometriami) i kąty między nimi (są przekształceniami równokątnymi zachowującymi orientację), w szczególności mają jednostkowy wyznacznik i ślad równy stopniowi macierzy.

### Przestrzenie unitarne
Przestrzeń wielomianów jednej zmiennej bądź przestrzeń funkcyjną funkcji całkowalnych z kwadratem o wartościach rzeczywistych określonych na odcinku jednostkowym mają nieskończone bazy (różnych mocy; są one izomorficzne z przestrzeniami współrzędnych odpowiednio: nieskończoną i uogólnioną, zob. przykłady przestrzeni liniowych), jednak możliwe jest w nich określenie iloczynu skalarnego: odpowiednio wzorem {\displaystyle \mathrm {f} \cdot \mathrm {g} =\sum f_{i}g_{i},} gdzie {\displaystyle \mathrm {h} =h_{0}+h_{1}X+h_{2}X^{2}+\ldots } jest wielomianem zmiennej {\displaystyle X,} przy czym suma ta jest zawsze skończona (z definicji wielomianu), oraz {\displaystyle f\cdot g=\int f(x)g(x)\;\mathrm {d} x} (całka istnieje z założenia).
Z powodu możliwości pomylenia zwykłego iloczynu funkcji z ich iloczynem skalarnym ten drugi oznacza się zwykle symbolami:
- {\displaystyle \langle s,t\rangle } lub {\displaystyle (s,t)} (identycznie oznacza się np. przedziały bądź pary uporządkowane – z kontekstu wynika znaczenie symboli)
- {\displaystyle \langle s|t\rangle } lub {\displaystyle (s|t)}

### Reprezentacja macierzowa
Iloczyn skalarny, jak każdą formę dwuliniową, można przedstawić w postaci macierzy; przykładowo niech {\displaystyle E=\{\mathbf {E} _{1},\dots ,\mathbf {E} _{n}\}} będzie bazą (niekoniecznie standardową) przestrzeni {\displaystyle \mathrm {Mat} _{n\times 1}(\mathbb {R} ).} Iloczyn skalarny wektorów (kolumnowych) tej przestrzeni dany jest wtedy jako
{\displaystyle \mathbf {A} \cdot \mathbf {B} =\mathbf {A} _{E}\mathbf {M} \mathbf {B} ^{E},}
gdzie {\displaystyle \mathbf {V} ^{E}} oznacza wektor kolumnowy, a {\displaystyle \mathbf {V} _{E}} to wektor wierszowy współrzędnych wektora (kolumnowego) {\displaystyle \mathbf {V} } wyrażonych w bazie {\displaystyle E}, zaś macierz {\displaystyle \mathbf {M} } stopnia {\displaystyle n} jest reprezentacją macierzową iloczynu skalarnego (która musi być dodatnio określona i symetryczna) w bazie {\displaystyle E} opisywanego wzorem
{\displaystyle \mathbf {M} ={\begin{bmatrix}\mathbf {E} _{1}\cdot \mathbf {E} _{1}&\dots &\mathbf {E} _{1}\cdot \mathbf {E} _{n}\\\vdots &\ddots &\vdots \\\mathbf {E} _{n}\cdot \mathbf {E} _{1}&\dots &\mathbf {E} _{n}\cdot \mathbf {E} _{n}\end{bmatrix}};}
w szczególności jeśli {\displaystyle E} jest bazą standardową, to {\displaystyle \mathbf {M} =\mathbf {I} } jest macierzą jednostkową, co prowadzi przedstawionego w sekcji Definicja wzoru dla macierzy.